# Luciano Chitarrini
Luciano Chitarrini (Genova, 1º settembre 1923 – Roma, 11 maggio 2010) è stato un attore e giornalista italiano.

## Biografia
Nato nel quartiere di Sampierdarena a Genova (all'epoca comune autonomo col nome di San Pier d'Arena), interrompe gli studi in medicina a causa della seconda guerra mondiale, arruolandosi come allievo ufficiale nella Guardia Nazionale Repubblicana.
Tornato in famiglia dopo la guerra, avventura descritta nel suo libro Viaggio di nozze e di Guerra, collabora con vari giornali tra i quali Il Tempo, Il Messaggero e Momento Sera.
Il suo amore per il teatro lo spinge ad intraprendere la carriere di attore, in un gruppo d'arte drammatica. Scritturato come primo attore al Teatro Sant'Erasmo di Milano, successivamente ricopre il medesimo ruolo nella compagnia del regista Anton Giulio Bragaglia.
Diviene in seguito redattore de Il Messaggero, collaborando alla terza pagina e affiancando con continuità i colleghi della critica cinematografica e teatrale, fino a venire nominato capo del Servizio Spettacoli.
In RAI ha partecipato come conduttore alle rubriche Radio anch'io e Radio altrove. ha partecipato alla stesura della sceneggiatura de Il colosso di Rodi. È stato autore di vari sceneggiati radiofonici di carattere storico e giornalistico.
| Controllo di autorità | VIAF (EN) 38833120 · ISNI (EN) 0000 0000 4098 6004 · LCCN (EN) n2007085126 |